# Kinga Kollár
Kinga Kollár (nascida a 6 de Março de 1978) é uma política húngara do Partido Tisza que foi eleita membro do Parlamento Europeu em 2024. Anteriormente, trabalhou na Direcção-Geral dos Assuntos Económicos e Financeiros.